# Rockefeller Brothers Fund
Der Rockefeller Brothers Fund (RBF) ist eine philanthropische Stiftung, die von Mitgliedern der Familie Rockefeller gegründet und geleitet wird. Sie wurde 1940 in New York City gegründet und ist das wichtigste philanthropische Instrument der fünf Rockefeller-Brüder der dritten Generation: John, Nelson, Laurance, Winthrop und David. RBF ist unabhängig von der 1913 gegründeten Rockefeller Foundation und dem 1967 gegründeten Rockefeller Family Fund.
Der RBF verfügte 2022 über ein Stiftungsvermögen von rund 1,6 Milliarden Dollar. Er finanziert ein breites Spektrum philanthropischer Aktivitäten, darunter mehrere antizionistische Organisationen wie zum Beispiel Boycott, Divestment and Sanctions, er spielte auch eine direkte und indirekte Rolle bei der bei Verhandlung mit dem Iran nach den Terroranschlägen von 2001.
Das erklärte Ziel der Stiftung ist es, „einen sozialen Wandel voranzutreiben, der zu einer gerechteren, nachhaltigeren und friedlicheren Welt beiträgt“.
Seit 2000 ist Stephen Heintz Präsident des RBF. Valerie Rockefeller ist die Vorsitzende des RBF. Sie trat die Nachfolge von Richard Rockefeller, dem fünften Kind von David Rockefeller, an, der bis 2013 Vorsitzender des RBF war.
Der Rockefeller Brothers Fund ist Teil der Lenkungsgruppe der Stiftungsplattform F20, einem internationalen Netzwerk von Stiftungen und philanthropischen Organisationen. Der Rockefeller Brothers Fund betreibt auch das Pocantico Conference Center in Kykuit, einem historischen Haus der Familie Rockefeller, das etwa 35 Kilometer nördlich von New York City liegt.

## Geschichte
Der Rockefeller Brothers Fund wurde 1940 von den fünf Söhnen von John D. Rockefeller Jr. gegründet. Die fünf Rockefeller-Brüder dienten als die ersten fünf Treuhänder des Fonds. Im Jahr 1951 wuchs der Fonds erheblich, als er von John D. Rockefeller Jr. mit 58 Millionen Dollar ausgestattet wurde.
Zunächst verfolgte der Rockefeller Brothers Fund weitgehend philanthropischen Interessen. Laurance setzte das Interesse seines Vaters John D. Rockefeller II. für den Naturschutz fort, so dass die Gelder des Fonds die Land Trusts der Familie in Wyoming erweiterten, die die Grundlage des Grand Teton National Park bildeten. Nelson setzte das Interesse seiner Mutter Abby Aldrich Rockefeller an zeitgenössischer Kunst fort, so dass der Rockefeller Brothers Fund zu den größten Förderern des Museum of Modern Art gehörte. John D. Rockefeller war einer der Pioniere der Bevölkerungspolitik, so dass der Fonds einer der wichtigsten Förderer des Population Councils war.
Von 1956 bis 1960 finanzierte der Fonds eine von seinem damaligen ⁸Präsidenten Nelson Rockefeller konzipierte Studie zur Analyse der Herausforderungen für die Vereinigten Staaten. Henry Kissinger wurde mit der Leitung des Projekts betraut. Es wurden sieben Gremien gebildet, die sich unter anderem mit Fragen der Militärstrategie, der Außenpolitik, der internationalen Wirtschaftsstrategie, der Umstrukturierung der Regierung und des nuklearen Wettrüstens befassten.
Der Bericht der militärischen Untergruppe wurde etwa zwei Monate nach dem Start des Sputniks durch die UdSSR im Oktober 1957 eilig veröffentlicht. Rockefeller drängte die Republikanische Partei, die Ergebnisse des Sonderstudienprojekts in ihr Programm aufzunehmen. Die Ergebnisse des Projekts bildeten den Rahmen für Nelson Rockefellers Wahlprogramm für die Präsidentschaftswahlen 1960. Das Projekt wurde 1961 in seiner Gesamtheit als Prospect for America: The Rockefeller Panel Reports veröffentlicht. Die Unterlagen der Studie werden im Rockefeller Archive Center im Familienbesitz aufbewahrt.
Nelson Rockefeller war fast 20 Jahre inaktiv im Rockefeller Brothers Fund, da er als Gouverneur von New York (1958–74) und dann als Vizepräsident unter Gerald Ford (1975–77) tätig war. Als Nelson Rockefeller sich aus der Politik zurückzog, kehrte er in die Philanthropie zurück – und seine Aktivitäten beim Rockefeller Brothers Fund lösten eine Krise unter den Brüdern aus. Er war Verfechter der Law and Order-Politik, wie seine Niederschlagung der Gefängnisrevolte in Attica 1971 und die Verabschiedung der strengen Rockefeller-Drogengesetze im selben Jahr zeigen. Sein Bruder John D. hingegen waren ein New Leftist. Der Kampf um die Vorherrschaft im Rockefeller Brothers Fund endete schließlich im Jahr 1979. John D. Rockefeller III. starb 1978 bei einem Autounfall; ein Jahr später starb Nelson. Die beiden überlebenden Brüder, Laurance und David, die Kontrolle über den Rockefeller Brothers Fund an die nächste Generation der Familie und an Außenstehende weiter.
Zwischen 1970 und 1981 spendete RBF 100 Millionen Dollar, die Hälfte seines damaligen Vermögens, an 18 Organisationen, die die Familie seit langem unterstützte, darunter die Rockefeller University, das Memorial Sloanttering Center und Sleepy Hollow Restorations, die historische Häuser in der Nähe des Familiensitzes der Rockefellers in Westchester County, New York, restaurierten. Diese Spenden, so schrieb der Reporter der New York Times, Peter Kihss, 1979, waren Abschiedsspenden. „In den meisten Fällen“, schrieb Kihss, „war die Absicht, dass der Brothers Fund seine Hauptverantwortung für die Institutionen beendet und sie im Grunde genommen – angesichts der einbrechenden Inflation – sich selbst überlässt“.
Im Jahr 1999 fusionierte der RBF mit der Charles E. Culpeper Foundation gegründet von einem Präsidenten der Coca-Cola Bottling Company of New York.
Im November 2006 sagte David Rockefeller dem Fonds 225 Millionen Dollar zu, aus denen nach seinem Tod der David Rockefeller Global Development Fund entstehen sollte.
Im September 2014 gab der Rockefeller Brothers Fund bekannt, dass er plant, sein Vermögen aus fossilen Brennstoffen zu veräußern. Der Präsident des Rockefeller Brothers Fund, Stephen Heintz, sagte dazu: „Wir sehen darin sowohl eine moralische Verpflichtung als auch eine wirtschaftliche Chance.“ Im Jahr 2014 betraf etwa die Hälfte der vom Rockefeller Brothers Fund vergebenen Fördermittel den Klimawandel.
Seit 2011, besonders nach einer Palästinareise des Vorstands 2014, wurde der RBF, unter Stephen Heintz, zum wichtigsten Geldgeber für die politische Kampagne Boycott, Divestment and Sanctions (BDS). Seit 2013 hat RBF mindestens 880.000 USD an Gruppen wie Jewish Voice for Peace, Zochrot und die U.S. Campaign for Palestinian Rights gespendet, die die BDS unterstützen, die sich für einen Abbruch der wirtschaftlichen und sozialen Beziehungen zum jüdischen Staat einsetzt.
Zu weiteren Empfängern gehören das American Friends Service Committee, Al-Shabaka, Breaking the Silence, Grassroots Jerusalem, Jewish Voice for Peace (JVP), Just Vision, die Middle East Children’s Alliance, das Middle East Policy Network, Palestine Legal, die U.S. Campaign for Palestinian Rights (USCPR), Who Profits, IfNotNow. 2014 spendete der RBF 30 Millionen US-Dollar für Stipendien, die mit dem Israel-Palästina-Konflikt zu tun haben. Der Journalist Armin Rosen kommentierte dies so: „Es scheint unwahrscheinlich, dass RBF Boykottbefürworter aus Unwissenheit oder aufgrund von Versäumnissen bei der Aufsicht finanziert. Wohltätigkeitsorganisationen haben in der Vergangenheit immer gut aufgepasst.“
Dass auch der New Israel Fund (NIF) eine RBF-Spende zur „Erforschung von Antisemitismus an amerikanischen Hochschulen“ erhielt, wurde als versuchte Tarnung der antiisraelischen Interessen des RBF und als Gegeninitiative zu Antisemitismusstudien der Brandeis University gewertet.
Der Rockefeller Brothers Fund hat seit 2018 mehr als 3,4 Millionen Dollar an Hamas-freundliche Gruppen wie Defense for Children International-Palestine gespendet, die im Oktober 2021 durch die israelische Regierung zu einer Terrororganisation erklärt worden sind, weil sie als verlängerter Arm der Terrorgruppe Volksfront für die Befreiung Palästinas (PFLP) agiert und führende PFLP-Mitglieder beschäftigt haben.
Laut der Steuererklärung aus dem Jahr 2021 verzeichnete der Rockefeller Brothers Fund 94,6 Millionen Dollar an Einnahmen, 90,3 Millionen Dollar Ausgaben und 1,654 Milliarden Dollar an Gesamtvermögen.